# Souleymanou Hamidou
Souleymanou Hamidou (Mokolo, 22 novembre 1973) è un ex calciatore camerunese, di ruolo portiere.

## Carriera
Ha giocato per alcune squadre del campionato turco e vanta svariate presenze con la Nazionale camerunese, con la quale ha vinto, giocando alle spalle di Idriss Carlos Kameni, l'oro olimpico nel 2000 e la Coppa d'Africa nel 2002